# Le Prêcheur
Le Prêcheur est une commune française, située dans le département de la Martinique.
Ses habitants sont appelés les Préchotins.

## Géographie

### Situation
Le Prêcheur est situé à l'extrémité Nord de la Martinique à 10 km de Saint-Pierre.

### Hydrographie
La rivière du Prêcheur est soumise régulièrement à des lahars à la suites d’éboulements de la falaise du Piton Marcel (flanc ouest de la Montagne Pelée). Ce fut le cas le 21 août 2009 et le 17 mai 2010, détruisant le pont du bourg du Prêcheur.

### Climat
Le climat y est de type tropical.

## Urbanisme

### Typologie
Le Prêcheur est une commune rurale, car elle fait partie des communes peu ou très peu denses, au sens de la grille communale de densité de l'Insee,,,.
La commune est en outre hors attraction des villes,.
La commune, bordée par la mer des Caraïbes à l'ouest, est également une commune littorale au sens de la loi du 3 janvier 1986, dite loi littoral. Des dispositions spécifiques d’urbanisme s’y appliquent dès lors afin de préserver les espaces naturels, les sites, les paysages et l’équilibre écologique du littoral, par exemple le principe d'inconstructibilité, en dehors des espaces urbanisés, sur la bande littorale des 100 mètres, ou plus si le plan local d’urbanisme le prévoit,.

## Histoire
Son nom viendrait d'un rocher, aujourd'hui immergé, dont la forme curieuse dessinait un prédicateur en chaire. Disputé par les Anglais qui tentèrent d'y débarquer à plusieurs reprises, et notamment à Fonds Canonville en 1694, ce coin de côte du nord-Caraïbe brillait de l'activité de Saint-Pierre dont elle était la terre nourricière. Les colons qui l'occupaient résistèrent victorieusement à une autre attaque anglaise en 1666.
La commune compte deux figures célèbres parmi ses visiteurs : 
- Françoise d'Aubigné, la future Madame de Maintenon, qui fut, durant plusieurs décennies, la maîtresse et la favorite de Louis XIV.
- Jean-Baptiste Du Tertre, historien du XVIIe siècle, qui fut le curé de sa paroisse.

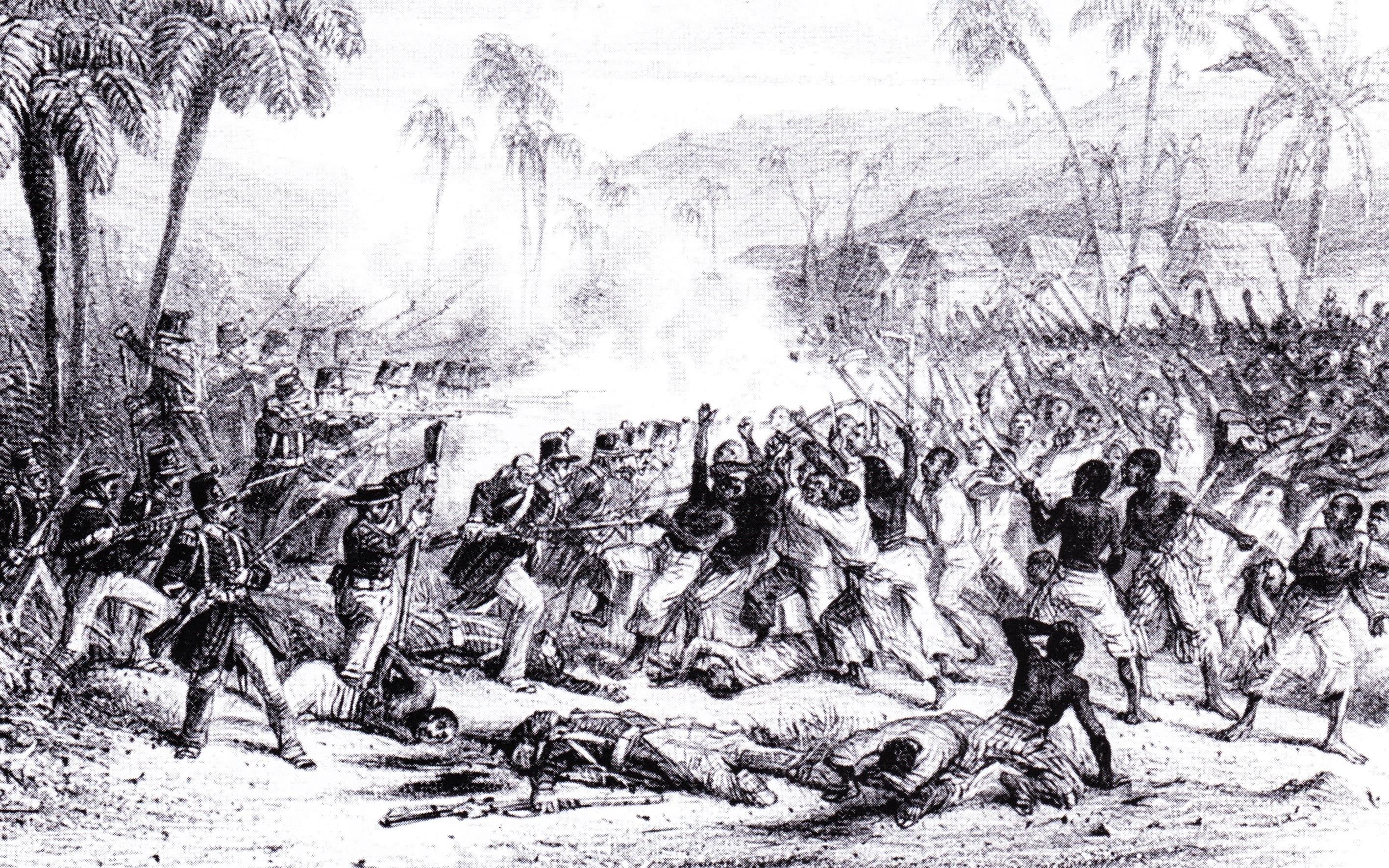
Gendarmes et colons affrontant les esclaves révoltés au Prêcheur le 22 mai 1848.

Le 22 mai 1848, quelques mois avant la date prévue pour appliquer l'abolition de l'esclavage à la Martinique, une manifestation réclame la libération d'un esclave incarcéré pour avoir joué du tambour. Le maire du Prêcheur, Antoine Huc, ordonne aux gendarmes de tirer dans la foule, faisant trois morts et dix blessés. Des affrontements éclatent alors entre les manifestants et les soldats renforcés par des colons. Vingt révoltés sont tués, mais ils finissent par l’emporter, Huc et plusieurs békés s’enfuyant en bateau. Le peuple prend ensuite le contrôle de la capitale, et exige l’abolition immédiate de l’esclavage. Celle-ci est ainsi décrétée le lendemain par le gouverneur de la colonie, le général Claude Rostoland.
En 1902 le Prêcheur fut sévèrement touché par l'éruption volcanique de la Montagne-Pelée. Si l'éruption est connue pour avoir détruit la ville de Saint-Pierre le 8 mai, ainsi que ses habitants, l'activité de la Pelée s'est tout d'abord fait ressentir au Prêcheur pendant toute la période de signes avant-coureurs précédant la nuée ardente paroxystique. Une partie des habitants fut contrainte de se déplacer à Saint-Pierre moins exposée au danger à ce moment. Dans la nuit du 7 au 8 mai, résultat de pluies torrentielles et d'orage volcanique mélangés à des débris volcaniques, une énorme coulée de boue provoque la mort de 400 personnes.
Le 6 août 2020, sur proposition du maire Marcellin Nadeau, et après un vote unanime du conseil municipal, le monument érigé en 1875 en l'honneur de l'ancien gouverneur Jacques Dyel du Parquet est démonté et stocké dans un entrepôt. La municipalité a estimé qu'elle n'avait plus sa place dans l'espace public en raison de sa lutte contre les Kalinagos, et en particulier la guerre de 1658.

## Politique et administration

### Liste des maires
| Période         | Période         | Identité         | Étiquette             | Qualité |
| --------------- | --------------- | ---------------- | --------------------- | --- |
| 1946            | 1987            | Albert Joyau     | DVG puis UDR puis RPR | Conseiller général (1955-1985) |
| 1987            | 1997            | Jules Clémenté   | DVD                   | Conseiller général (1985-1996) |
| 1997            | 2008            | Roger Nadeau     | DVD puis OO           | Conseiller général (1996-2004) |
| mars 2008       | 15 juillet 2022 | Marcellin Nadeau | Péyi-A                | député de la deuxième circonscription de la Martinique depuis le 22 juin 2022 et conseiller à l'Assemblée de Martinique depuis 2021 |
| 15 juillet 2022 | En cours        | Alain Duton      | Péyi-A                | Conseiller communautaire de CAP Nord Martinique                                                                                     |

## Population et société

### Démographie
L'évolution du nombre d'habitants est connue à travers les recensements de la population effectués dans la commune depuis 1961, premier recensement postérieur à la départementalisation de 1946. À partir de 2006, les populations de référence des communes sont publiées annuellement par l'Insee. Le recensement repose désormais sur une collecte d'information annuelle, concernant successivement tous les territoires communaux au cours d'une période de cinq ans. Pour les communes de moins de 10 000 habitants, une enquête de recensement portant sur toute la population est réalisée tous les cinq ans, les populations de référence des années intermédiaires étant quant à elles estimées par interpolation ou extrapolation. Pour la commune, le premier recensement exhaustif entrant dans le cadre du nouveau dispositif a été réalisé en 2006.

En 2022, la commune comptait 1 463 habitants, en évolution de +7,81 % par rapport à 2016 (Martinique : −4,11 %, France hors Mayotte : +2,11 %).
| 1961  | 1967  | 1974  | 1982  | 1990  | 1999  | 2006  | 2011  | 2016  |
| ----- | ----- | ----- | ----- | ----- | ----- | ----- | ----- | ----- |
| 2 500 | 2 613 | 2 284 | 2 005 | 2 050 | 1 845 | 1 717 | 1 655 | 1 357 |

| 2021  | 2022  | - | - | - | - | - | - | - |
| ----- | ----- | - | - | - | - | - | - | - |
| 1 377 | 1 463 | - | - | - | - | - | - | - |

### Sports et loisirs
- Équipement sportif :
  - Stade Albert-Joyau.
- Clubs sportifs :
  - L'Essor Préchotin, football (ancien club de Wendie Renard, joueuse de football professionnelle de l'olympique lyonnais et de l'Équipe de France féminine de football[16].

L'Essor Préchotin a été 4 fois finaliste de la Coupe de la Martinique de football en 1961, 1978, 2012 et 2019. Le joueur de football connu ayant évolué à l'Essor Préchotin est Wendie Renard.
- - Dynamique Préchotine, handball.
  - Associations culturelles.
  - Le Sourire Prêchotain Le Filets Bleus Kou Bouillon Le Syndicat d'Initiative et le Club la Perle.

## Culture locale et patrimoine

### Lieux et monuments

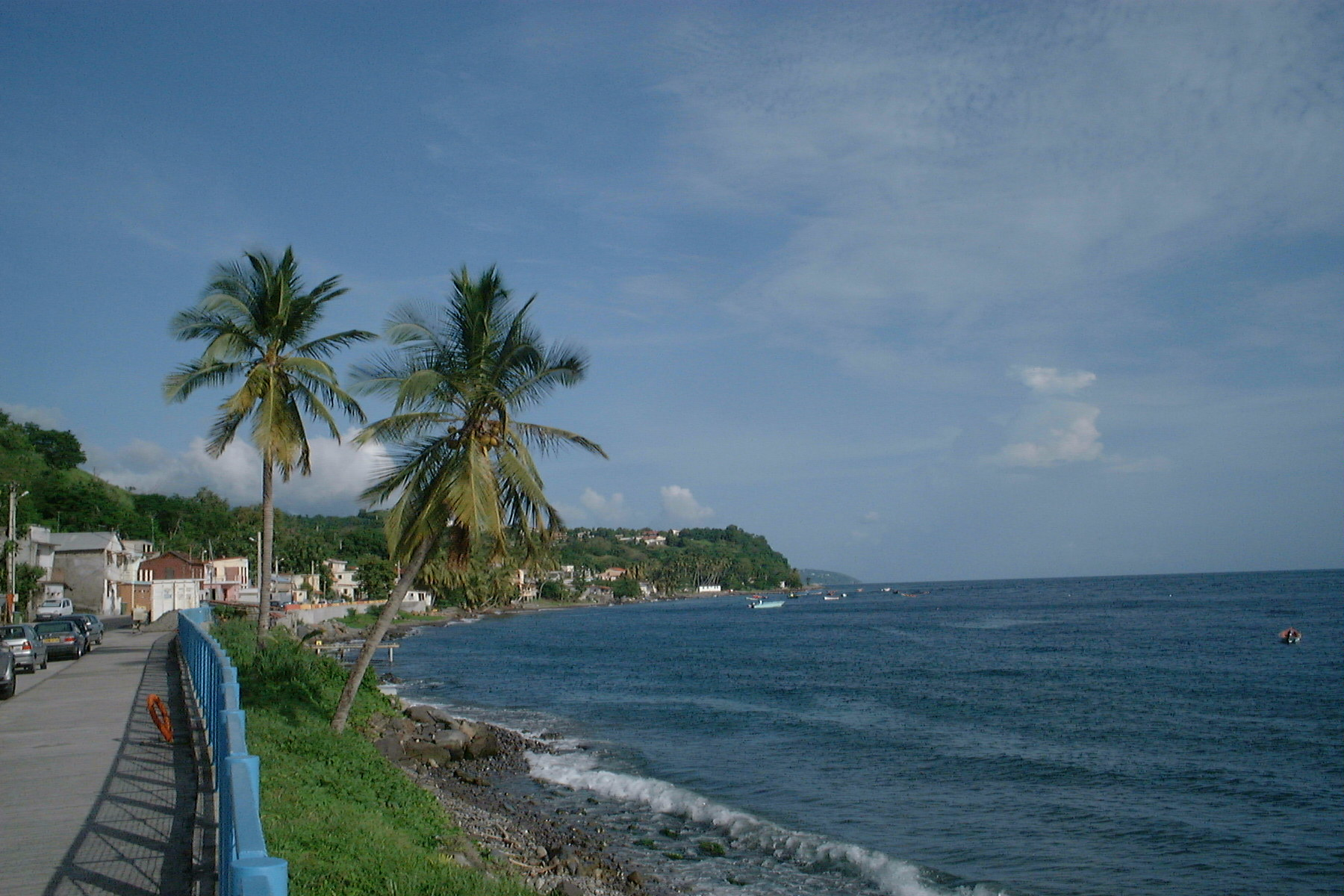
Le Prêcheur

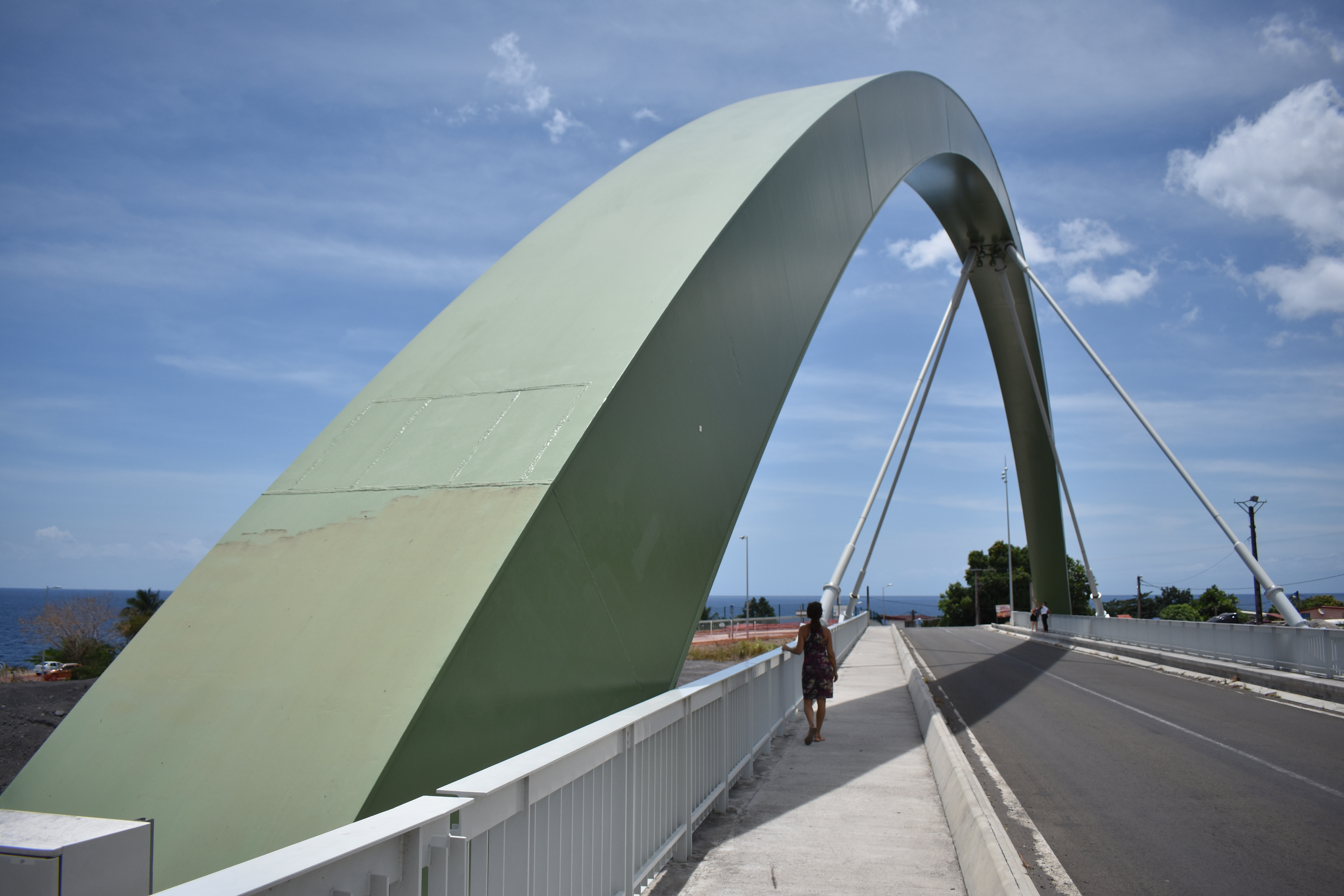
Nouveau pont (2019)

- Habitation Céron : Domaine du XVIIe siècle. Ancienne sucrerie, site touristique ouvert au public. Jardin labellisé « jardin remarquable » en 2015 par le ministère de la Culture et de la Communication[17]. Production actuelle : cacao. Point chaud de biodiversité.
- Zamana de l'habitation Céron : Spécimen remarquable répertorié comme un des plus gros arbres visible des Petites Antilles.
- Anse Couleuvre.
- Un sentier de randonnée permet de relier Le Prêcheur à Grand'Rivière.
- le phare du Prêcheur, inscription en totalité au titre des Monuments historiques par arrêté du 16 décembre 2013.
- Cascade de la rivière Couleuvre.
- École primaire publique du Prêcheur.
- Église paroissiale Saint-Joseph, Inscrite au titre des Monuments historiques conformément à l’arrêté préfectoral no 2012-03246 du 25 avril 2012[18], labellisée « patrimoine du XXe siècle » le 12 mai 2015. L'église est dédiée à saint Joseph.
- Clocher de l'ancienne église, inscription partielle au titre des Monuments historiques par arrêté du 28 décembre 1979.
- Réserve naturelle régionale marine du Prêcheur - Albert Falco.
- Pont du Prêcheur, pont suspendu avec un seul arc qui met la commune à l’abri des lahars de la montagne Pelée, il est aussi conçu pour résister à des vents de 250 km/h. Ce pont est ouvert à la circulation depuis juillet 2017[19].

### Patrimoine culturel
En 2007, la municipalité du Prêcheur crée le prix Raphaël-Tardon afin de rendre hommage à l'écrivain Raphaël Tardon (1911-1967) qui a habité la commune dans sa jeunesse, dont le père Asthon a été maire et conseiller général au début du XXe siècle.
Ce prix récompense un livre-jeunesse de qualité : contes, album, roman, bande dessinée. Mis en place avec l’aide des bibliothécaires, des libraires et des auteurs de la Martinique, dans le cadre de l’ambitieux projet de « Village antillais de littérature de jeunesse », le Prix veut attirer l’attention sur la production écrite pour les jeunes dans les Antilles, et assure également la promotion des meilleurs titres.
Le prix Raphaël-Tardon est décerné tous les deux ans au cours du mois de décembre par un jury composé de personnalités du milieu littéraire choisies par la municipalité. Le prix est remis officiellement en avril à l’occasion d’une soirée autour du projet « Village Antillais de littérature de jeunesse »

#### Prix décernés
- 2007 : Pour sa première édition, le prix a été décerné à Nicole Noizet pour Les Œufs de man firmin chez PLB éditions, album illustré par Javie Munoz.
- 2009 : Pour sa deuxième édition, le prix a été décerné à Anique Sylvestre pour Lowitt, la grenouille qui danse chez les éditions Jasor, album illustré par les aquarelles de Michèle Chomereau Lamotte.

#### Autres livres
- 2002 : De la Perle à la Mare, Jean Abrosi, ouvrage autobiographique qui relate l'histoire du Prêcheur de 1946 à 2002.

### Personnalités liées à la commune
- Wendie Renard, née à Schœlcher, joueuse de football professionnelle de l'Olympique lyonnais et de l'Équipe de France féminine de football[16]. Wendie Renard a passé son enfance au Prêcheur et a commencé le football à l'âge de sept ans à l'Essor Préchotin, le club de foot de la commune.
- Marcellin Nadeau, né à Saint-Pierre, Maire du Prêcheur de 2008 à 2022, député de la deuxième circonscription de la Martinique depuis 2022 et conseiller à l'Assemblée de Martinique depuis 2021. Il a été aussi Conseiller général du canton du Prêcheur de 2004 à 2015.
- Raphaël Tardon, écrivain né à Fort-de-France mais originaire du Prêcheur. Fils de l'ancien maire du Prêcheur, Ashton Tardon. En 1967, il reçoit à titre posthume, le Prix littéraire des Caraïbes pour l'ensemble de son œuvre.
- Manon Tardon, elle fut un personnage de la Résistance et de la France libre.
- Louis-Lucien Boislaville dit "Loulou", auteur, compositeur et interprète de musique traditionnelle et créateur du Ballet de Martinique. En son hommage, une place de la ville du Prêcheur porte le nom de Loulou Boislaville[20].
- Raphaël Etifier, ingénieur civil et représentant du Moyen-Congo au Conseil de la République de 1947 à 1948.